# 亨利江魟
亨利江魟（學名：Potamotrygon henlei），俗名金點魟，為軟骨魚綱板鰓亞綱江魟科的其中一種，分布於南美洲巴西托坎廷斯河下游和阿拉瓜亞河流域，本魚體呈圓盤狀，和利氏江魟極為類似，之間的差異也有幾分明顯。首先亨利江魟的體色較偏褐色、而點為金黃色為主，深淺不一且分布較不具規則，再來體盤的正負兩面外圍有碎金點環繞，尤其是在負面。亨利江魟和利氏江魟一樣主要的產地在巴西，但是河域略有不同，體長可達45公分，棲息在河川底部，屬肉食性，以軟體動物、甲殼類、魚類等為食，可做為觀賞魚，目前有人工養殖並有變異體或雜交體。